# RBB-Fernsehzentrum
Das RBB-Fernsehzentrum (ehemals: SFB-Fernsehzentrum) ist ein dreiteiliger Gebäudekomplex des RBB im Berliner Ortsteil Westend des Bezirks Charlottenburg-Wilmersdorf. Das Bauensemble liegt zwischen Masurenallee und Kaiserdamm am Theodor-Heuss-Platz. Es ist ein gelistetes Baudenkmal.

## Geschichte
Nachdem das Fernsehen durch die sprunghaft steigende Zahl von Fernsehern mit den verbundenen Gebühren-Mehreinnahmen, die Ausweitung der Sendezeit und das bevorstehende Farbfernsehen immer mehr an Bedeutung gewann und das seit 1954 als Fernsehzentrum genutzte Deutschlandhaus zu klein geriet, veranlasste dies den Sender Freies Berlin 1960 einen Wettbewerb für ein neues Fernsehzentrum auszutragen. Statt des eigentlichen Gewinners Bodo Fleischer, favorisierte der SFB nach Beratungen mit der BBC aus London jedoch den Entwurf des zweiten Preisträgers Robert Tepez, sodass das Fernsehzentrum letztendlich nach Tepez’ Entwurf von 1965 bis 1970 für den damaligen SFB entstand. Die Grundsteinlegung war 1965. Fünf Jahre später wurde das Gebäude nach zehnjähriger Planungs- und Bauzeit übergeben.  2003 fusionierten SFB und ORB zum RBB, weshalb das Fernsehzentrum in RBB-Fernsehzentrum umbenannt wurde. Von 2011 bis 2016 wurde das Flachdach saniert und Brandschutzmaßnahmen im Treppenhaus A getroffen.
Am 24. Juni 2019 wurde eine lebensgroße Sandmännchen-Figur vor das Fernsehzentrum anlässlich des 60-jährigen Jubiläums des Sandmännchens aufgestellt. In der 14. Etage wurde von Radio Eins eine Dachlounge eröffnet, die auch öffentlich zugänglich war. Es finden regelmäßig Führungen statt.
In Berlin haben unter anderem die Fernsehredaktionen Abendschau, rbb Praxis und Stilbruch ihren Sitz.

## Gebäude
Die Ostseite des Theodor-Heuss-Platzes wird durch die vorgelagerten Flachbauten offen gehalten. Hinter dem Platz erhebt sich das Hochhaus. Der nördliche Flügel für Messtechnik und Synchronstudios ist siebengeschossig, der südliche 13- und 14-geschossig. Auffällig ist hier jedoch der etagenweise Wechsel von brauner und weiß-metallener Aluminium-Verkleidung. Auf dem Dach erhebt sich ein Turm, der wie ein Gelenk zwischen beiden Trakten (den 13- und 14-geschossigen zusammentreffenden Flügeln) wirkt. Auf dem Dach des Gebäudes befindet sich des Weiteren eine Webcam mit Blick auf das Messegelände und den Funkturm. Auf dem Turm befinden sich Richtfunkantennen. Östlich vom Hochhaus erstreckt sich ein zweigeschossiger Eingangsbau. Eine Fußgängerbrücke verläuft im spitzen Winkel zum benachbarten Haus des Rundfunks. Drei würfelförmige Produktionsstudios sind entlang des Kaiserdamms fensterlos, mit Klinkern verkleidet und so isoliert, sodass der Verkehrslärm nicht bis ins Innere vordringen kann.

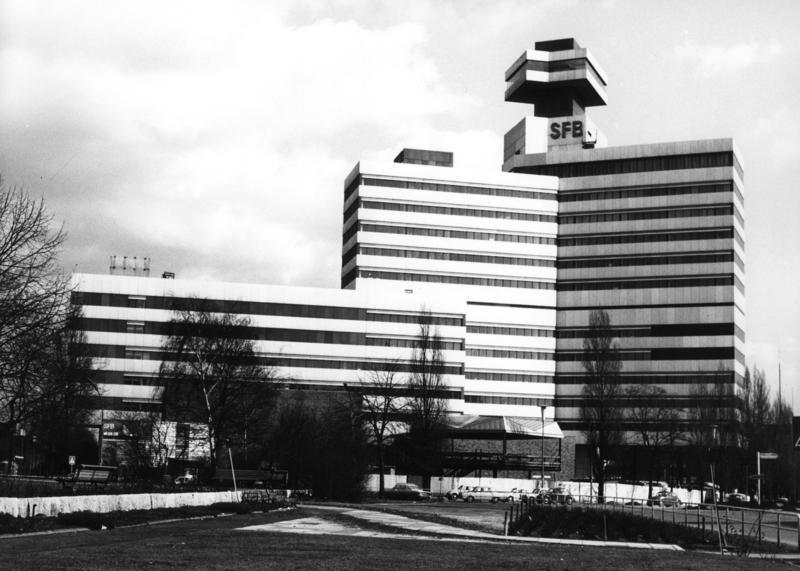
SFB-Fernsehzentrum, 1970
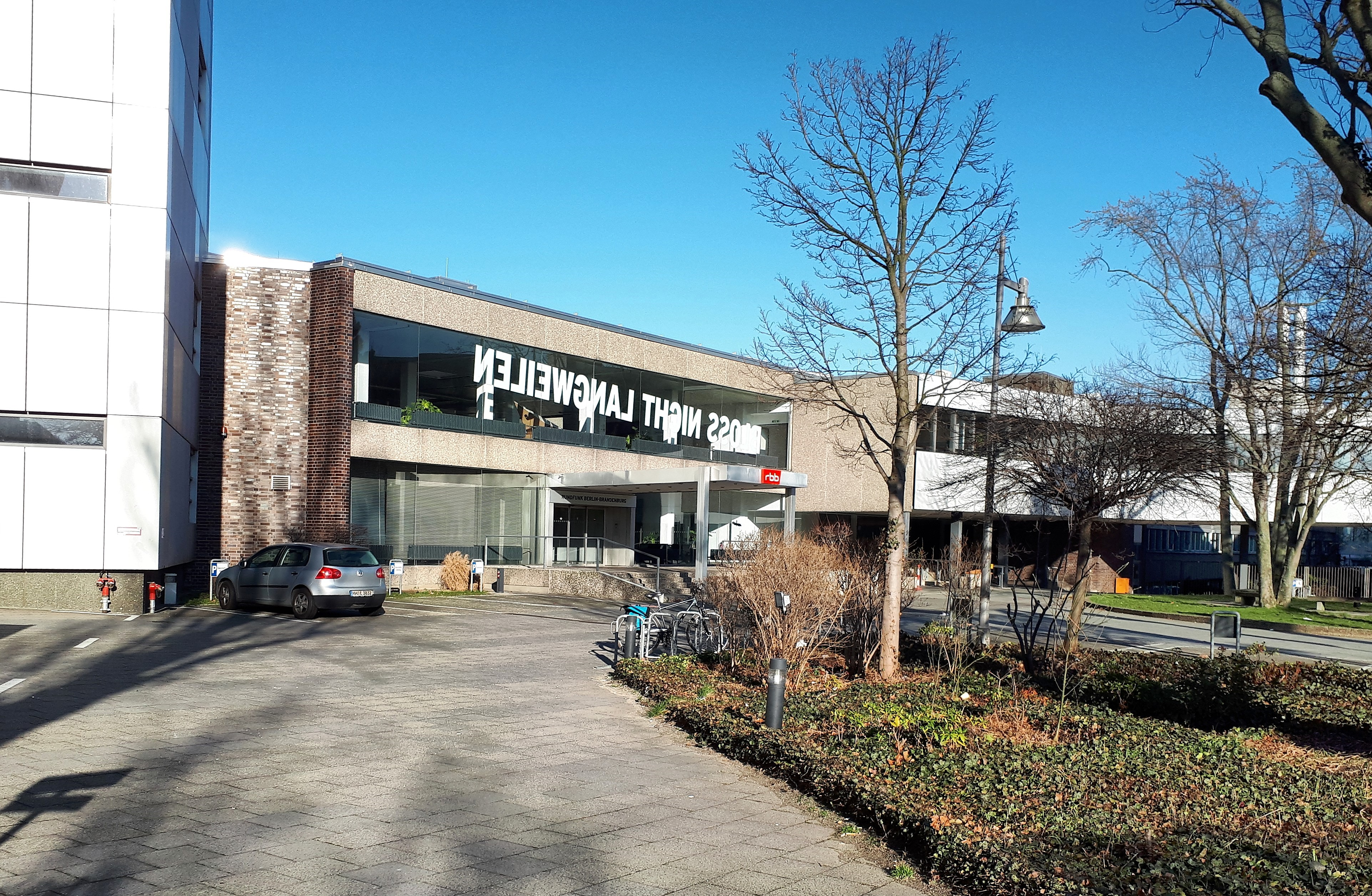
Eingang Masurenallee
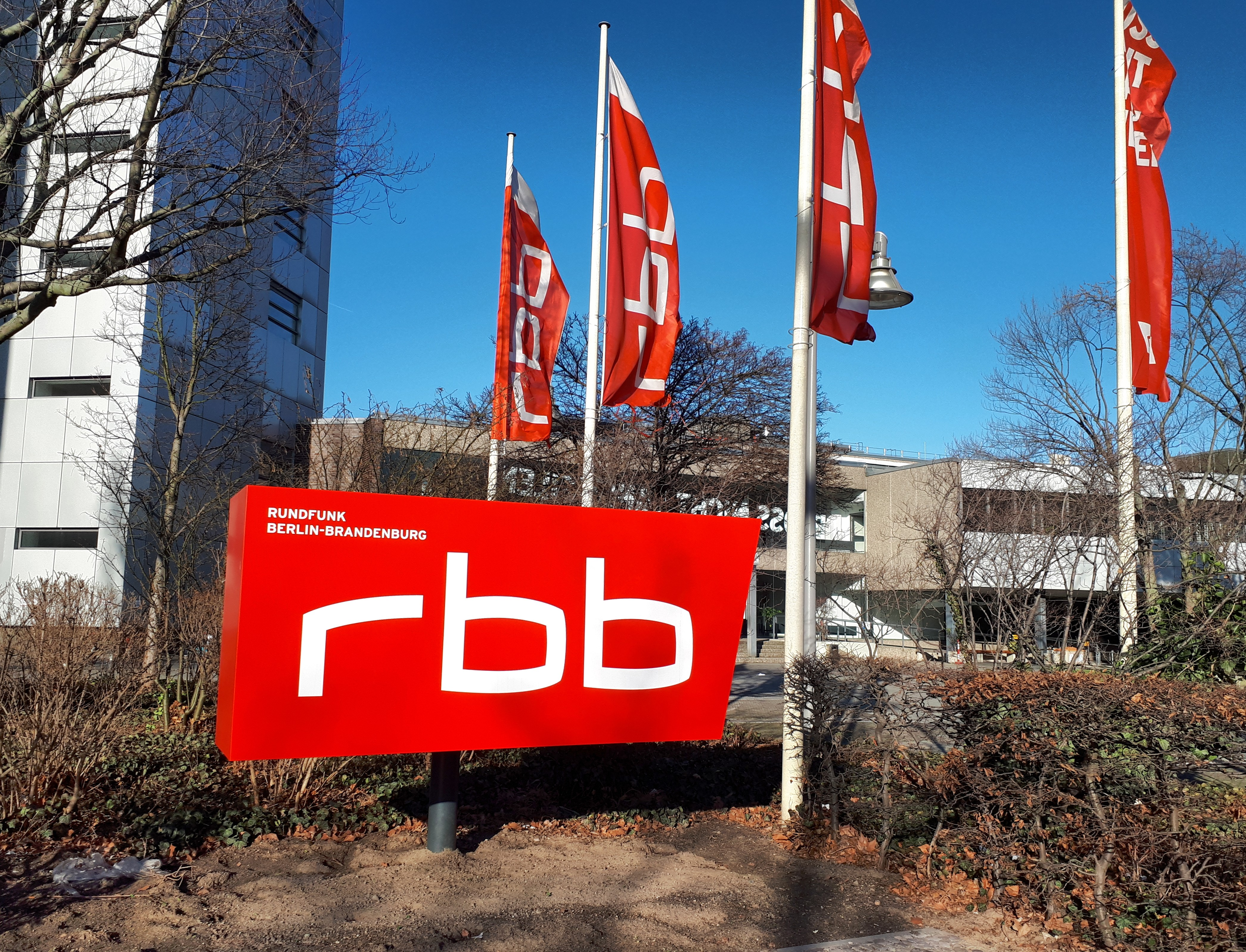
Zugang mit Logo
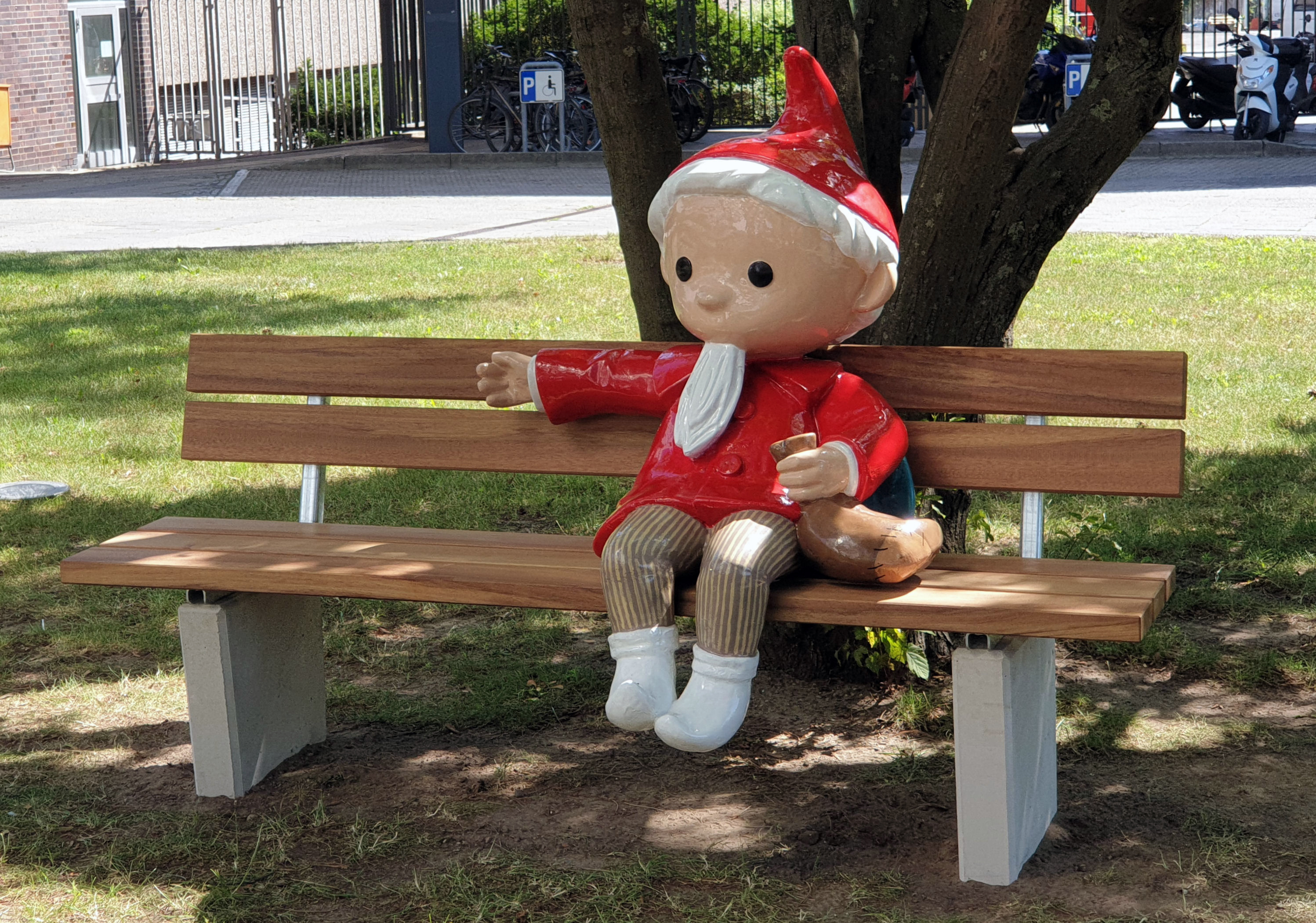
Skulptur des Sandmännchens
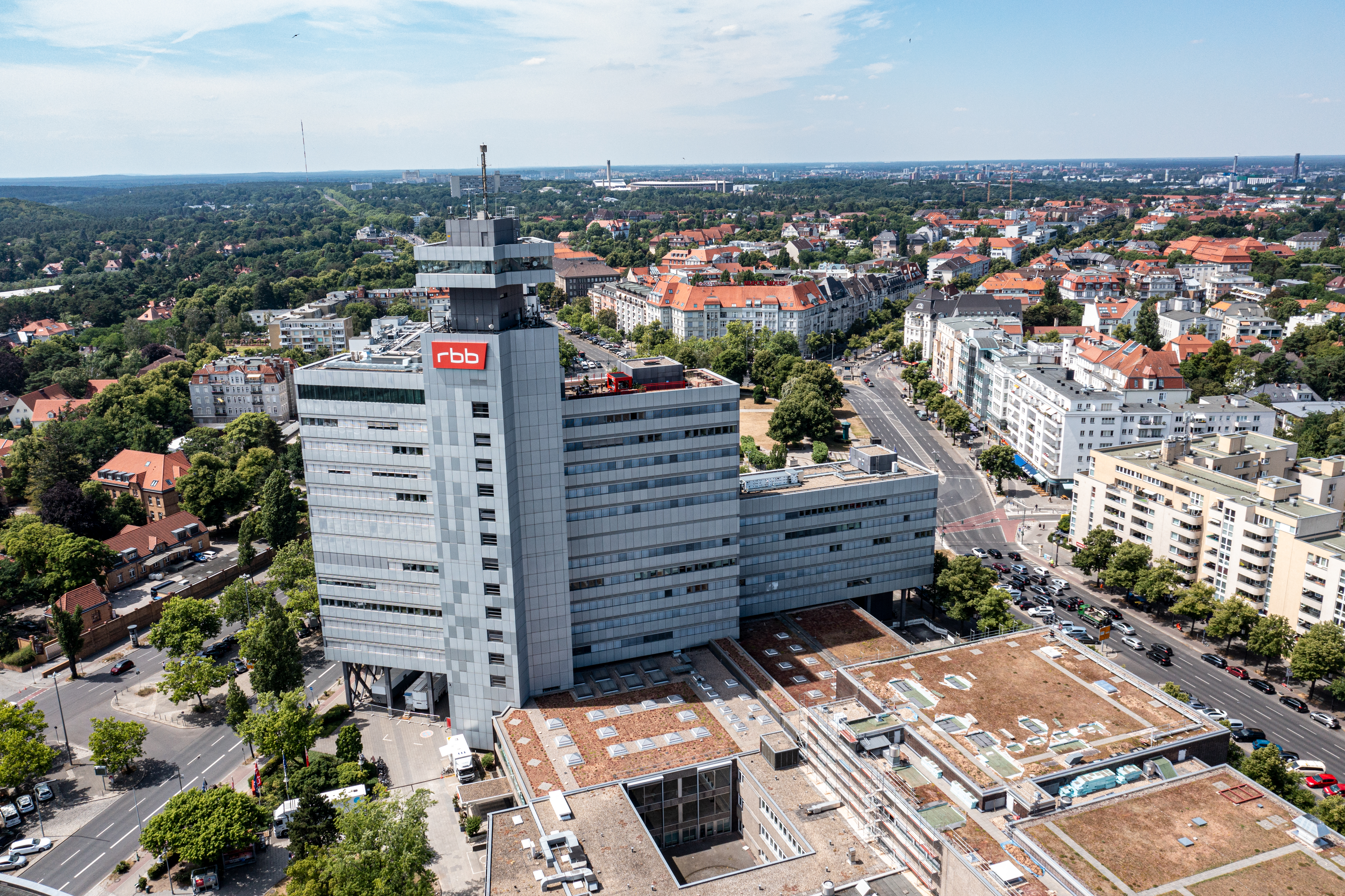
Gebäudekomplex RBB-Fernsehzentrum, Juni 2022